# Django (web framework)
Django (/ˈdʒæŋɡoʊ/ JANG-goh) este un soft cadru pentru dezvoltarea aplicațiilor web (en.  web application framework) gratuit și cu sursă deschisă, scris în Python, care urmează modelul arhitectural Model-View-Controller.
Scopul principal al acestui soft cadru pentru dezvoltarea aplicațiilor web este de a facilita crearea de website-uri complexe, fundate pe baze de date. Django pune accent pe reutilizarea codului, pe modularitate, dezvoltare rapidă a site-urilor web, ghidându-se după principiul "nu te repeta" (en.  Don't repeat yourself - DRY). Django este codat de la un capăt la altul în Python, chiar și fișierele de configurare și modelele de date sunt implementate în acest limbaj de programare. Django oferă și un panou administrativ, care, deși vine preinstalat, este opțional, prin intermediul acestuia se pot crea, citi, actualiza și șterge cu ușurință informații din baza de date. Acest panou de adminstrare este generat dinamic prin introspecție (prin analizarea tabelelor din baza de date) și poate fi ușor configurat prin modelele administrative de date.
Câteva website-uri bine cunoscute care utilizează Django sunt Pinterest, Instagram, Mozilla, The Washington Times, Disqus, Public Broadcasting Service  și Bitbucket.

## Istoric
Django a luat naștere în 2003, la ziarul american Lawrence Journal-World, când programatorii Adrian Holovaty și Simon Willison au început să dezvolte - în Python - aplicații pentru publicarea rapidă a articolelor.
A fost lansat public, sub o licență BSD, în iulie, 2005. Numele i se trage de la admirația programatorilor pentru chitaristul francez de jazz Django Reinhardt.
În 2008 a fost înființată Django Software Foundation ale cărei principale atribuții sunt întreținerea și dezvoltarea pe viitor a softului cadru web Django.

## Filozofie
Django este în multe privințe corespondentul în Python al softului cadru web Ruby on Rails. De exemplu, ambele se ghidează după principiul DRY (Don't repeat yourself - Nu te repeta). 
Spre deosebire însă de Ruby on Rails (RoR), unde multe aspecte legate de configurare sunt implicite, Django - în manieră pur pythonică - pune accentul pe explicit. De exemplu, configurarea URL-urilor se face într-un mod explicit, prin utilizarea expresiilor regulate pentru a exprima URL-ul și prin corelarea manuală a acestuia cu funcția care gestionează cererile venite la acest URL. Alte softuri cadru web se bazează pe o genereare automată a URL-urilor pornind de la numele funcțiilor care le gestionează.

## Comunitate

### DjangoCon
Începând din 2008 se țin anual două conferințe - sub numele de DjangoCon - pentru utilizatorii și dezvoltatorii Django: una în America și una în Europa. În Europa, DjangoCon-ul se ține într-una din lunile aprilie, mai sau iunie  iar in Statele Unite se ține de obicei în iulie, august sau septembrie. The 2012 DjangoCon took place in Washington D.C from 3 to 8 September. 2013 DjangoCon was held in Chicago at the Hyatt Regency Hotel and the post-conference Sprints were hosted at Digital Bootcamp, computer training center.
În iulie, 2013 și august, 2014, au mai fost ținute mini conferințe Django în Hobart, respectiv Brisbane, Australia.

## Istoric al versiunilor
|        | Semnificație     |
| ------ | ---------------- |
| Roșu   | Neîntreținută    |
| Galben | Încă întreținută |
| Verde  | Versiune curentă |

| Versiune | Dată               | Note |
| -------- | ------------------ | --- |
| 0.90     | 16 noiembrie 2005  | |
| 0.91     | 11 ianuarie 2006   | "new-admin" - îmbunățățirea componentei administrative                                                                          |
| 0.95     | 29 iulie 2006      | "magic removal" - îndepărtarea unor defecte care se adunaseră în codul Django                                                   |
| 0.96     | 23 martie 2007     | "newforms" - bibliotecă de cod nouă pentru formularele web, unelte de testare                                                   |
| 1.0      | 03 septembrie 2008 | Stabilitate API, admin decuplat, unicod                                                                                         |
| 1.1      | 29 iulie 2009      | Agregate, teste bazate pe tranzacții                                                                                            |
| 1.2      | 17 mai 2010        | Conexiuni la multiple baze de date, CSRF, validare a modelelor                                                                  |
| 1.3      | 23 martie 2011     | Vizualizări bazate pe clase, fișiere statice                                                                                    |
| 1.4      | 23 martie 2012     | Zone temporale, testare în navigatorul web, șabloane de aplicații.                                                              |
| 1.5      | 26 februarie 2013  | Suport pentru Python 3, modelul utilizator configurabil                                                                         |
| 1.6      | 06 noiembrie 2013  | Dedicată lui Malcolm Tredinnick, managementul tranzacțiilor în baza de date, comasarea conexiunilor la baza de date.            |
| 1.7      | 02 septembrie 2014 | Migrații, încărcarea și configurarea aplicațiilor.                                                                              |
| 1.8      | 01 aprilie 2015    | Suport nativ pentru multiple motoare de șablonare. Versiune cu suport pe termen lung: suportată cel puțin până în aprilie, 2018 |
| 1.9      | 01 decembrie 2015  | Validare automată a parolelor. Stilizare nouă a panoului de administrare.                                                       |
| 1.10     | 01 august 2016     | Căutare full-text pentru PostgreSQL. Un nou stil de middleware.                                                                 |